# Sean Berdy
Sean Berdy (Boca Ratón, Florida; 3 de junio de 1993) es un actor, comediante y animador estadounidense. Es sordo de nacimiento. Él ha aparecido en la secuela de la película Nuestra pandilla 2 y anteriormente protagonizó Switched at Birth, interpretando el papel de Emmett Bledsoe. Él es uno de los personajes principales sordos en la serie. Fue nominado para TV Breakout Star en los Teen Choice Awards 2011.
Interpretó a Sam Eliot en la serie The Society.

## Vida personal
Él también se presentó con el coro show del Distrito Escolar Independiente, Vibrations.

## Carrera
La serie de televisión de ABC Family, Switched at Birth. También fue nominado para los Teen Choice Awards 2011 en la categoría TV Breakout Star.

## Filmografía
| Año       | Título                         | Personajes                | Notas            |
| --------- | ------------------------------ | ------------------------- | ---------------- |
| 2005      | Nuestra pandilla 2             | Sammy «Fingers» Samuelson | Rol secundario   |
| 2006      | Bondage                        | Joven Trey                |                  |
| 2008      | The Legend of the Mountain Man | Nick                      |                  |
| 2008      | The Deaf Family                | Wesley                    |                  |
| 2011–2017 | Switched at Birth              | Emmett Bledsoe            | Rol principal    |
| 2019      | The Society                    | Sam Eliot                 | Elenco principal |